# Oenanthe divaricata
Oenanthe divaricata — вид трав'янистих рослин, що належить до родини окружкових (Apiaceae), ендемік Мадейри.

## Поширення
Ендемік архіпелагу Мадейра (о. Мадейра, Дезерташ).

## Загрози та охорона
Не існує серйозних загроз для цього виду, але потенційно він може залежати від збирання рослин, рекреаційних заходів, змін гідравлічних систем, ерозії, зсувів та конкуренції з екзотичними та рідними видами.
Oenanthe divaricata наведено в Додатку II Директиви про середовища існування.